# Тьмяні рентгенівські перехідні
Тьмяні рентгенівські швидкоплинні (англ. Very Faint X-ray Transients) — це рентгенівські подвійні, чия рентгенівська світність під час спалаху сягає величин між 1034 та 1036 Ерг/с, а у фазі спокою — принаймні в 10 разів менша. Інтенсивність рентгенівського випромінювання у фазі спалаху в середньому  в 100 разів менша, ніж у класичних рентгенівських нових, які мають схожий рентгенівський спектр.

## Механізм спалаху
На підставі рентгенівського спектру та кривих світності вважається, що йдеться про нейтронну зорю або чорну діру у подвійній системі, які мають дуже низький коефіцієнт акреції у розмірі 10−13 мас Сонця на рік. Рентгенівське випромінювання утворюється на внутрішній межі акреційного диску, яка внаслідок в'язкості нагрівається до декількох мільйонів Кельвінів. У нейтронних зір, рентгенівське випромінення також утворюється як гальмівне випромінювання, коли падаюча речовина зіштовхується з «завислою» над поверхнею речовиною й раптово гальмує. Крива світності тьмяних рентгенівських перехідних показує, що ці подвійні системи більшу частину часу перебувають у фазі мінімуму, та менше 5 % — у фазі спалаху. Механізм спалаху тьмяних рентгенівських перехідних відповідає механізму рентгенівської нової, коли внаслідок магніторотаційної нестабільності в'язкість в акреційному диску тимчасово збільшується і це веде до зростання коефіцієнту акреції на компактну зорю.

## Раптові спалахи
Крім класичних спалахів, багато тьмяних рентгенівських швидкоплинних демонструють і раптові термоядерні спалахи, коли рентгенівська світність зростає за декілька секунд, а потім протягом хвилин повертається до стану спокою. Така поведінка пояснюється запаленням термоядерних реакцій на поверхні нейтронної зорі, коли акретована речовина починає перетворення шляхом ядерного горіння водню або гелію. Оскільки таке не може відбуватись із чорними дірами (бо вони не мають поверхні), вважається, що до складу більшості тьмяних рентгенівських швидкоплинних входить нейтронна зоря.

## Утворення
З урахуванням низького коефіцієнту акреції припускається, що система є симбіотичною рентгенівською подвійною, в якій супутником компактної зорі є червоний гігант, а компактна зоря отримує речовину з його зоряного вітру. За іншою теорією, зоря-донор може бути масивною ранньою зорею, однак, через відсутність на місці рентгенівського джерела зір, видимих в оптичному діапазоні (принаймні, за сучасними спостережними даними), ця теорія видається малоймовірною. За ще однією теорією, зорями-донорами можуть бути червоні карлики — якщо такі подвійні зорі перебувають у гепі періоду (англ. period gap), червоний карлик не заповнить свою порожнину Роша і компактна зоря-акретор отримуватиме речовину лише з зоряного вітру супутника.

## Тьмяні постійні нейтронні рентгенівські подвійні
Дуже мала група рентгенівських подвійних показує рентгенівський спектр, аналогічний тьмяним рентгенівським швидкоплинним, проте, на відміну від них, ці системи завжди показують рентгенівську світність у декілька 1034 ерг/с з максимальним зменшенням удесятеро. Оскільки ці джерела рентгенівського випромінювання не є тимчасовими (швидкоплинними), вони отримали назву «тьмяні постійні нейтронні рентгенівські подвійні» (англ. Very-faint Persistent Neutron Star X-ray Binaries). Як і в тьмяних рентгенівських тимчасових, їх світність становить 0,005 % до 0,05 % межі Едінгтона. Наразі невідомо, чи споріднені ці дві групи рентгенівських подвійних.